# Grand Prix-wegrace van Zweden 1984
De Grand Prix-wegrace van Zweden 1984 was de elfde Grand Prix van het wereldkampioenschap wegrace-seizoen 1984. De races werden verreden op 11 en 12 augustus 1984 op de Scandinavian Raceway nabij Anderstorp (Jönköpings län). 

## Algemeen
Tijdens deze Grand Prix werden de wereldtitels in de 250cc-klasse, de 500cc-klasse en de zijspanklasse beslist. De zijspanklasse reed haar laatste race van dit seizoen en Egbert Streuer/Bernard Schnieders haalden hun eerste wereldtitel. Christian Sarron werd wereldkampioen in de 250cc-klasse. Eddie Lawson werd wereldkampioen in de 500cc-klasse. De wereldtitel in de 125cc-klasse was bij de Britse Grand Prix al in het voordeel van Ángel Nieto beslist en de wereldtitel in de 80cc-klasse bleef open tot de laatste Grand Prix, die van San Marino. Zoals altijd in Zweden reed de 250cc-klasse al op zaterdag, waardoor het publiek grotendeels verstek liet gaan. Men kon de races trouwens ook niet via de televisie volgen, want ook de Zweedse televisie was niet aanwezig.

## 500cc-klasse
Stand van zaken in het wereldkampioenschap na de vorige Grand Prix: Eddie Lawson leidde het kampioenschap met 119 punten, 23 meer dan Randy Mamola. Als Mamola nog twee races zou winnen had Lawson aan een vierde plaats genoeg om alsnog wereldkampioen te worden. 

### De training
Honda Racing Corporation had besloten dat de driecilinder Honda NS 500 op het bochtige circuit van Karlskoga het beste wapen zou zijn en alle viercilinder Honda NSR 500's waren naar Japan verscheept. Ron Haslam scoorde zijn eerste poleposition, net voor Raymond Roche en Eddie Lawson die tot op de honderdste seconde dezelfde tijd reden. Takazumi Katayama was eindelijk weer fit genoeg om voluit te racen, maar 's avonds had hij nog steeds last van zijn rug, waaraan hij bijna een jaar geleden geblesseerd was geraakt. Hij reed de elfde trainingstijd. Eddie Lawson kon tevreden zijn met zijn derde tijd. Hij was sneller dan Randy Mamola, de enige concurrent die nog een theoretische kans op de wereldtitel had. 

#### Trainingstijden
| Pos | Coureur            | Merk                     | Tijd    |
| --- | ------------------ | ------------------------ | ------- |
| 1.  | Ron Haslam         | HRC-Honda                | 1"38'80 |
| 2.  | Raymond Roche      | HRC-Honda                | 1"38'90 |
| 3.  | Eddie Lawson       | Marlboro-Yamaha          | 1"38'90 |
| 4.  | Randy Mamola       | HRC-Honda                | 1"39'05 |
| 5.  | Wayne Gardner      | HRC-Honda                | 1"39'14 |
| 6.  | Barry Sheene       | Heron-Harris-Suzuki      | 1"39'15 |
| 7.  | Franco Uncini      | HB-Gallina-Suzuki        | 1"39'61 |
| 8.  | Rob McElnea        | Heron-Suzuki             | 1"39'98 |
| 9.  | Didier de Radiguès | Chevallier-ELF-HRC-Honda | 1"40'07 |
| 10. | Virginio Ferrari   | Marlboro-Yamaha          | 1"40'17 |

### De race
Het zou misschien logisch zijn geweest dat Eddie Lawson zich tevreden had gesteld met een vierde plaats om zijn wereldtitel veilig te stellen. Nadat in het begin van de race Randy Mamola en Ron Haslam voor Lawson de leiding hadden genomen, vormde zich even later een kopgroep met Mamola, Lawson, Raymond Roche en Wayne Gardner. Haslam was met een kapotte waterpomp uitgevallen, maar een paar ronden later reed Mamola met hangende gasschuiven ook het gras in. Nu was Lawson feitelijk al wereldkampioen, maar daardoor besloot hij juist te proberen de race te winnen. Hij ging het gevecht aan met Roche, die in de laatste bocht even het gras in moest, maar toch nog tweede werd. 

#### Uitslag 500cc-klasse
| Pos | Coureur             | Merk            | Tijd      | Grid | Punten |
| --- | ------------------- | --------------- | --------- | ---- | ------ |
| 1   | Eddie Lawson        | Marlboro-Yamaha | 50"01'03  | 3    | 15     |
| 2   | Raymond Roche       | HRC-Honda       | 50"04'17  | 2    | 12     |
| 3   | Wayne Gardner       | HRC-Honda       | 50"20'51  | 5    | 10     |
| 4   | Takazumi Katayama   | HRC-Honda       | 50"37'39  | 11   | 8      |
| 5   | Rob McElnea         | Heron-Suzuki    | 50"54'56  | 8    | 6      |
| 6   | Virginio Ferrari    | Marlboro-Yamaha | 50"56'73  | 10   | 5      |
| 7   | Boet van Dulmen     | Bakker-Suzuki   | 50"58'95  | 15   | 4      |
| 8   | Wolfgang von Muralt | Suzuki          | 51"18'75  | 20   | 3      |
| 9   | Keith Huewen        | Honda           | 51"38'77  | 23   | 2      |
| 10  | Eero Hyvärinen      | Suzuki          | 51"44'17  | 18   | 1      |
| 11  | Roger Burnett       | Suzuki          | +1 ronde  | 24   |        |
| 12  | Peter Lindén        | Honda           | +1 ronde  | 32   |        |
| 13  | Paolo Ferretti      | Suzuki          | +1 ronde  | 35   |        |
| 14  | Anders Andersson    | Suzuki          | +1 ronde  | 30   |        |
| 15  | Kjeld Sörensen      | Suzuki          | +1 ronde  | 29   |        |
| 16  | Christoph Bürki     | Suzuki          | +1 ronde  | 34   |        |
| 17  | Esko Kuparinen      | Suzuki          | +2 ronden | 26   |        |
| 18  | Timo Pohjola        | Yamaha          | +2 ronden | 33   |        |
| 19  | Peter Sköld         | Suzuki          | +2 ronden | 36   |        |

#### Niet gefinisht
| Coureur            | Merk                     | Oorzaak        | Grid |
| ------------------ | ------------------------ | -------------- | ---- |
| Ron Haslam         | HRC-Honda                | Waterpomp      | 1    |
| Randy Mamola       | HRC-Honda                | Carburatie     | 4    |
| Barry Sheene       | Heron-Harris-Suzuki      | Val            | 6    |
| Franco Uncini      | HB-Gallina-Suzuki        |                | 7    |
| Didier de Radiguès | Chevallier-ELF-HRC-Honda | Remmen         | 9    |
| Reinhold Roth      | Fath-Honda               |                | 12   |
| Klaus Klein        | Suzuki                   | Val            | 13   |
| Lorenzo Ghiselli   | Suzuki                   | Val            | 14   |
| Sergio Pellandini  | HB-Gallina-Suzuki        | Val            | 16   |
| Gustav Reiner      | Honda                    | Val            | 17   |
| Christian Le Liard | Chevallier-ELF-Honda     |                | 19   |
| Steve Parrish      | Yamaha                   | Val            | 21   |
| Leandro Becheroni  | Suzuki                   |                | 22   |
| Fabio Biliotti     | Honda                    |                | 25   |
| Rob Punt           | Suzuki                   | Remverankering | 27   |
| Marco Gentile      | Yamaha                   |                | 28   |
| Louis-Luc Maisto   | Honda                    | Val            | 31   |

#### Niet gekwalificeerd
| Coureur          | Merk  |
| ---------------- | ----- |
| Massimo Broccoli | Honda |

#### Niet deelgenomen
| Coureur           | Merk       | Oorzaak    |
| ----------------- | ---------- | ---------- |
| Freddie Spencer   | HRC-Honda  | Blessure   |
| Chris Guy         | Honda      | Gestopt    |
| Brett Hudson      | Yamaha     |            |
| Henk van der Mark | SNRT-Honda | Geen motor |
| Mile Pajic        | SNRT-Honda | Geen motor |
| Hervé Moineau     | Cagiva     | Blessure   |

### Top tien tussenstand 500cc-klasse
| Pos. | Coureur                       | Merk                                            | Ptn. |
| ---- | ----------------------------- | ----------------------------------------------- | ---- |
| 1    | Eddie Lawson (wereldkampioen) | Marlboro-Yamaha                                 | 134  |
| 2    | Randy Mamola                  | HRC-Honda                                       | 96   |
| 3    | Freddie Spencer               | HRC-Honda                                       | 87   |
| 3    | Raymond Roche                 | HRC-Honda / Honda                               | 87   |
| 5    | Ron Haslam                    | HRC-Honda                                       | 67   |
| 6    | Barry Sheene                  | Heron-Harris-Suzuki                             | 34   |
| 7    | Wayne Gardner                 | Honda / HRC-Honda                               | 33   |
| 8    | Boet van Dulmen               | Bakker-Suzuki                                   | 23   |
| 9    | Virginio Ferrari              | Marlboro-Yamaha                                 | 22   |
| 10   | Didier de Radiguès            | Chevallier-ELF-Honda / Chevallier-ELF-HRC-Honda | 18   |

## 250cc-klasse
Stand van zaken in het wereldkampioenschap na de vorige Grand Prix: Christian Sarron leidde het kampioenschap met 97 punten, 27 meer dan Manfred Herweh. Als Herweh nog twee races zou winnen had Sarron aan een zevende plaats genoeg om alsnog wereldkampioen te worden. 

### De training
Er waren niet veel verrassingen in de training, behalve de tweede tijd van Harald Eckl. Christian Sarron reed de zevende tijd, maar hij was minder dan een seconde langzamer dan Manfred Herweh, wiens Bakker-Real-Rotax qua topsnelheid moeilijk te kloppen was. 

#### Trainingstijden
| Pos | Coureur             | Merk                     | Tijd    |
| --- | ------------------- | ------------------------ | ------- |
| 1.  | Manfred Herweh      | Bakker-Real-Rotax        | 1"42'17 |
| 2.  | Harald Eckl         | Rotax                    | 1"42'59 |
| 3.  | Alan Carter         | Roberts-Marlboro-Yamaha  | 1"42'88 |
| 4.  | Jean-François Baldé | Pernod                   | 1"42'92 |
| 5.  | Jacques Cornu       | Bakker-Parisienne-Yamaha | 1"42'95 |
| 6.  | Carlos Lavado       | Venemotos-Yamaha         | 1"43'00 |
| 7.  | Christian Sarron    | Sonauto-Yamaha           | 1"43'05 |
| 8.  | Jacques Bolle       | Pernod                   | 1"43'20 |
| 9.  | Martin Wimmer       | Yamaha                   | 1"43'36 |
| 10. | Toni Mang           | HB-Yamaha                | 1"43'47 |

### De race
Christian Sarron hoefde slechts zevende te worden om wereldkampioen te worden, maar zat toch al meteen in de kopgroep, samen met Manfred Herweh, Sito Pons, Martin Wimmer, Jean-François Baldé, Alan Carter, Jacques Cornu, Harald Eckl en Guy Bertin. Carlos Lavado was even door het gras gereden en daardoor teruggevallen, maar Toni Mang wist na een slechte start juist aansluiting te vinden. Mang reed zelfs even op kop, maar viel toen uit door een uitgelopen big-endlager. De resterende rijders wisselden regelmatig van positie, zoals dat in de 250cc-klasse gebruikelijk was geworden. Wimmer viel uit door een vastloper. Herweh nam in de laatste ronde de leiding, maar Pons probeerde hem uit te remmen, wat mislukte. Vlak na elkaar reden Herweh, Sarron en Cornu over de streep, en Pons werd slechts negende. Sarron droeg zijn eerste wereldtitel op aan het team van Sonauto en aan de overleden Patrick Pons. 

#### Uitslag 250cc-klasse
| Pos | Coureur                | Merk                     | Tijd     | Grid | Punten |
| --- | ---------------------- | ------------------------ | -------- | ---- | ------ |
| 1   | Manfred Herweh         | Bakker-Real-Rotax        | 43"28'67 | 1    | 15     |
| 2   | Christian Sarron       | Sonauto-Yamaha           | 43"28'91 | 7    | 12     |
| 3   | Jacques Cornu          | Bakker-Parisienne-Yamaha | 43"29'21 | 5    | 10     |
| 4   | Alan Carter            | Roberts-Marlboro-Yamaha  | 43"29'28 | 3    | 8      |
| 5   | Harald Eckl            | Rotax                    | 43"30'47 | 2    | 6      |
| 6   | Jean-François Baldé    | Pernod                   | 43"30'78 | 4    | 5      |
| 7   | Carlos Lavado          | Venemotos-Yamaha         | 43"30'95 | 6    | 4      |
| 8   | Guy Bertin             | MBA                      | 43"33'12 | 19   | 3      |
| 9   | Sito Pons              | JJ Cobas-Rotax           | 43"35'79 | 16   | 2      |
| 10  | Jean-Michel Mattioli   | Sonauto-Yamaha           | 43"41'24 | 15   | 1      |
| 11  | Jacques Bolle          | Pernod                   | 43"44'94 | 8    |        |
| 12  | Siegfried Minich       | Yamaha                   | 43"44'98 | 18   |        |
| 13  | Wayne Rainey           | Roberts-Marlboro-Yamaha  | 43"53'94 | 17   |        |
| 14  | Donnie McLeod          | Yamaha                   | 43"55'01 | 13   |        |
| 15  | Herbert Besendörfer    | Yamaha                   | 44"13'45 | 47   |        |
| 16  | Iván Palazzese         | Venemotos-Yamaha         | 44"26'10 | 31   |        |
| 17  | Stéphane Mertens       | Yamaha                   | 44"26'41 | 27   |        |
| 18  | Manfred Obinger        | Yamaha                   | 44"26'60 | 28   |        |
| 19  | Andy Watts             | EMC-Rotax                | 44"30'70 | 48   |        |
| 20  | Anders Skov            | Yamaha                   | 44"41'46 | 30   |        |
| 21  | Richard Hubin          | Yamaha                   | 44"47'08 | 20   |        |
| 22  | Bruno Lüscher          | Yamaha                   | 44"47'23 | 29   |        |
| 23  | Jean-Louis Guignabodet | Yamaha                   | 44"58'81 | 11   |        |
| 24  | Eilert Lundstedt       | Yamaha                   | +1 ronde | 49   |        |
| 25  | Per-Olof Ogeborn       | Kentaco                  | +1 ronde | 53   |        |

#### Niet gefinisht
| Coureur             | Merk              | Oorzaak   | Grid |
| ------------------- | ----------------- | --------- | ---- |
| Martin Wimmer       | Yamaha            | Vastloper | 9    |
| Toni Mang           | HB-Yamaha         | Big-end   | 10   |
| Teruo Fukuda        | Yamaha            |           | 12   |
| Thierry Espié       | Chevallier-Yamaha |           | 14   |
| Carlos Cardús       | JJ Cobas-Rotax    |           | 21   |
| Thierry Rapicault   | Yamaha            |           | 22   |
| August Auinger      | MBA               |           | 23   |
| Karl-Thomas Grässel | Yamaha            |           | 24   |
| Niall Mackenzie     | Armstrong-Rotax   |           | 25   |
| Roland Freymond     | Honda             |           | 26   |
| Bengt Elgh          | MBA               |           | 32   |
| Patrick Fernandez   | Yamaha            |           | 36   |

#### Niet deelgenomen
| Coureur          | Merk   | Oorzaak  |
| ---------------- | ------ | -------- |
| Fausto Ricci     | Yamaha | Papieren |
| Stéphane Mertens | Yamaha |          |

### Top tien tussenstand 250cc-klasse
| Pos. | Coureur                           | Merk                     | Ptn. |
| ---- | --------------------------------- | ------------------------ | ---- |
| 1    | Christian Sarron (wereldkampioen) | Sonauto-Yamaha           | 109  |
| 2    | Manfred Herweh                    | Bakker-Real-Rotax        | 85   |
| 3    | Carlos Lavado                     | Venemotos-Yamaha         | 65   |
| 4    | Sito Pons                         | JJ Cobas-Rotax           | 60   |
| 5    | Toni Mang                         | HB-Yamaha                | 58   |
| 6    | Jacques Cornu                     | Bakker-Parisienne-Yamaha | 50   |
| 7    | Martin Wimmer                     | Yamaha                   | 39   |
| 8    | Wayne Rainey                      | Roberts-Marlboro-Yamaha  | 29   |
| 9    | Alan Carter                       | Roberts-Marlboro-Yamaha  | 25   |
| 9    | Jean-François Baldé               | Pernod                   | 25   |

## 125cc-klasse
Stand van zaken in het wereldkampioenschap na de vorige Grand Prix: Ángel Nieto was al wereldkampioen.

### De training
Nu Ángel Nieto op vakantie was op Ibiza kreeg Fausto Gresini de snelste Garelli. Daarmee hoopte men dat hij zou kunnen doorstoten naar de derde plaats in het wereldkampioenschap, waardoor de eerste drie plaatsen voor Garelli zouden zijn. In de training was Jean-Claude Selini echter de snelste, ongeveer een halve seconde sneller dan Eugenio Lazzarini en Fausto Gresini. 

#### Trainingstijden
| Pos | Coureur            | Merk       | Tijd    |
| --- | ------------------ | ---------- | ------- |
| 1.  | Jean-Claude Selini | MBA        | 1"47'66 |
| 2.  | Eugenio Lazzarini  | Garelli    | 1"48'06 |
| 3.  | Fausto Gresini     | Garelli    | 1"48'15 |
| 4.  | Maurizio Vitali    | MBA        | 1"48'30 |
| 5.  | Bruno Kneubühler   | MBA        | 1"48'34 |
| 6.  | Luca Cadalora      | MBA        | 1"48'44 |
| 7.  | Johnny Wickström   | MBA        | 1"48'94 |
| 8.  | Stefano Caracchi   | MBA        | 1"48'96 |
| 9.  | Alex Bedford       | MBA        | 1"48'97 |
| 10. | August Auinger     | Bartol-MBA | 1"49'13 |

### De race
De opdracht voor Fausto Gresini was duidelijk: De race winnen met de machine van de afwezige Ángel Nieto en daardoor derde in het wereldkampioenschap 125 cc worden. Het moeilijkste zou zijn snelste trainer Jean-Claude Selini te verslaan, maar tijdens het gevecht in de beginfase tussen Gresini, Selini, Eugenio Lazzarini, Maurizio Vitali, Alex Bedford, Johnny Wickström, August Auinger en Bruno Kneubühler viel Selini er in de tweede ronde al af, even later gevolgd door Kneubühler. Nu had Gresini niet veel tegenstand meer en hij won de race. Lazzarini kon Auinger niet van de tweede plaats afhouden en werd derde, maar het plan was geslaagd: Gresini was derde in het wereldkampioenschap en de constructeurstitel was voor Garelli. 

#### Uitslag 125cc-klasse
| Pos | Coureur            | Merk       | Tijd     | Grid | Punten |
| --- | ------------------ | ---------- | -------- | ---- | ------ |
| 1   | Fausto Gresini     | Garelli    | 41"34'20 | 3    | 15     |
| 2   | August Auinger     | Bartol-MBA | 41"37'92 | 10   | 12     |
| 3   | Eugenio Lazzarini  | Garelli    | 41"47'58 | 2    | 10     |
| 4   | Maurizio Vitali    | MBA        | 41"50'82 | 4    | 8      |
| 5   | Johnny Wickström   | MBA        | 41"50'86 | 7    | 6      |
| 6   | Alex Bedford       | MBA        | 42"13'00 | 9    | 5      |
| 7   | Stefano Caracchi   | MBA        | 42"13'16 | 8    | 4      |
| 8   | Håkan Olsson       | Starol     | 42"28'12 | 14   | 3      |
| 9   | Lucio Pietroniro   | MBA        | 42"28'47 | 15   | 2      |
| 10  | Olivier Liégeois   | MBA        | 42"28'92 | 12   | 1      |
| 11  | Anton Straver      | MBA        | 42"31'27 | 17   |        |
| 12  | Jacky Hutteau      | MBA        | 42"42'95 | 19   |        |
| 13  | Domenico Brigaglia | MBA        | 42"43'79 | 18   |        |
| 14  | Willi Hupperich    | Seel       | 43"15'08 | 28   |        |
| 15  | Ton Spek           | MBA        | 43"19'42 | 23   |        |
| 16  | Mickel Nielsen     | MBA        | +1 ronde | 24   |        |
| 17  | Boy van Erp        | MBA        | +1 ronde | 33   |        |
| 18  | Helmut Lichtenberg | MBA        | +1 ronde | 26   |        |
| 19  | Flemming Sörensen  | MBA        | +1 ronde | 25   |        |
| 20  | Thomas Pedersen    | MBA        | +1 ronde | 29   |        |
| 21  | Lars-Erik Kallesøe | Laserelli  | +1 ronde | 30   |        |
| 22  | Jikka Jaakkola     | MBA        | +1 ronde | 36   |        |
| 23  | Peter Sommer       | MBA        | +1 ronde | 34   |        |
| 24  | Jörgen Ask         | MBA        | +1 ronde | 35   |        |

#### Niet gefinisht
| Coureur            | Merk | Oorzaak | Grid |
| ------------------ | ---- | ------- | ---- |
| Jean-Claude Selini | MBA  | Val     | 1    |
| Bruno Kneubühler   | MBA  | Val     | 5    |
| Luca Cadalora      | MBA  |         | 6    |
| Ezio Gianola       | MBA  |         | 11   |
| Willy Pérez        | MBA  |         | 13   |
| Henk van Kessel    | MBA  |         | 16   |
| Jussi Hautanimi    | MBA  |         | 20   |
| Juha Pakkanen      | MBA  |         | 21   |
| Hannu Kallio       | MBA  |         | 22   |
| Henrik Rasmussen   | MBA  |         | 27   |
| Flemming Kistrup   | MBA  |         | 31   |
| Giuseppe Ascareggi | MBA  |         | 32   |

#### Niet deelgenomen
| Coureur     | Merk    | Oorzaak        |
| ----------- | ------- | -------------- |
| Ángel Nieto | MBA     | "Vermoeidheid" |
| Hans Müller | Garelli | Blessure       |

### Top tien tussenstand 125cc-klasse
| Pos. | Coureur                      | Merk        | Ptn. |
| ---- | ---------------------------- | ----------- | ---- |
| 1    | Ángel Nieto (wereldkampioen) | Garelli     | 90   |
| 2    | Eugenio Lazzarini            | Garelli     | 66   |
| 3    | Fausto Gresini               | MBA/Garelli | 41   |
| 4    | Jean-Claude Selini           | MBA         | 33   |
| 4    | August Auinger               | Bartol-MBA  | 33   |
| 6    | Maurizio Vitali              | MBA         | 30   |
| 7    | Stefano Caracchi             | MBA         | 29   |
| 8    | Hans Müller                  | MBA         | 27   |
| 8    | Bruno Kneubühler             | MBA         | 27   |
| 10   | Luca Cadalora                | MBA         | 23   |

## Zijspanklasse
Stand van zaken in het wereldkampioenschap na de vorige Grand Prix: Egbert Streuer en Bernard Schnieders leidden het kampioenschap met 67 punten, 7 meer dan Werner Schwärzel/Andreas Huber. Als Schwärzel zou winnen had Streuer aan een vierde plaats genoeg om alsnog wereldkampioen te worden. 

### De training
Al tijdens de trainingen was alles binnen het team van Egbert Streuer en Bernard Schnieders erop gericht vierde te worden en de wereldtitel veilig te stellen. Ze reden ook de vierde trainingstijd achter Rolf Biland/Kurt Waltisperg, Werner Schwärzel/Andreas Huber en Alain Michel/Jean-Marc Fresc. 

#### Trainingstijden
| Pos | Coureur          | Bakkenist          | Merk               | Tijd    |
| --- | ---------------- | ------------------ | ------------------ | ------- |
| 1.  | Rolf Biland      | Kurt Waltisperg    | Krauser-LCR-Yamaha | 1"40'35 |
| 2.  | Werner Schwärzel | Andreas Huber      | Krauser-LCR-Yamaha | 1"40'52 |
| 3.  | Alain Michel     | Jean-Marc Fresc    | Krauser-LCR-Yamaha | 1"40'55 |
| 4.  | Egbert Streuer   | Bernard Schnieders | LCR-Yamaha         | 1"40'87 |
| 5.  | Steve Webster    | Tony Hewitt        | LCR-Yamaha         | 1"42'85 |
| 6.  | Derek Jones      | Brian Ayres        | LCR-Yamaha         | 1"43'25 |
| 7.  | Alfred Zurbrügg  | Martin Zurbrügg    | LCR-Yamaha         | 1"43'54 |
| 8.  | Mick Barton      | Simon Birchall     | LCR-Yamaha         | 1"44'00 |
| 9.  | Theo van Kempen  | Geral de Haas      | LCR-Yamaha         | 1"44'18 |
| 10. | Hans Hügli       | Andreas Schütz     | LCR-Yamaha         | 1"44'27 |

### De race
Egbert Streuer bemoeide zich helemaal niet met de strijd om de eerste plaatsen. Vanaf het begin werd er gestreden door Rolf Biland en Werner Schwärzel, terwijl Streuer tamelijk rustige rondjes reed. Hij liet zijn ruim afgestelde motor nooit meer dan 11.000 toeren draaien. Schwärzel leek halverwege de race te gaan winnen, maar raakte de combinatie van Hein van Drie toen die op een ronde werd gezet. De combinatie van Schwärzel draaide 360° en Biland kwam voorbij. Streuer passeerde Mick Barton, maar maakte later ruim baan om Alain Michel voorbij te laten. Zo won Biland voor Schwärzel en Michel, maar de vierde plaats van Egbert Streuer en Bernard Schnieders was voldoende voor hun eerste wereldtitel. 

#### Uitslag zijspanklasse
| Pos | Coureur          | Bakkenist              | Merk               | Tijd     | Grid | Punten |
| --- | ---------------- | ---------------------- | ------------------ | -------- | ---- | ------ |
| 1   | Rolf Biland      | Kurt Waltisperg        | Krauser-LCR-Yamaha | 39"22'87 | 1    | 15     |
| 2   | Werner Schwärzel | Andreas Huber          | Krauser-LCR-Yamaha | 39"27'69 | 2    | 12     |
| 3   | Alain Michel     | Jean-Marc Fresc        | Krauser-LCR-Yamaha | 39"31'24 | 3    | 10     |
| 4   | Egbert Streuer   | Bernard Schnieders     | LCR-Yamaha         |          | 4    | 8      |
| 5   | Derek Jones      | Brian Ayres            | LCR-Yamaha         |          | 6    | 6      |
| 6   | Derek Bayley     | Brian Nixon            | LCR-Yamaha         |          |      | 5      |
| 7   | Steve Webster    | Tony Hewitt            | LCR-Yamaha         |          | 5    | 4      |
| 8   | Mick Barton      | Simon Birchall         | LCR-Yamaha         |          | 8    | 3      |
| 9   | Alfred Zurbrügg  | Martin Zurbrügg        | LCR-Yamaha         |          | 7    | 2      |
| 10  | Hans Hügli       | Andreas Schütz         | LCR-Yamaha         |          | 10   | 1      |
| 11  | Rolf Steinhausen | Wolfgang Kalauch       | Busch-Yamaha       |          |      |        |
| 12  | Markus Egloff    | Urs Egloff             | LCR-Yamaha         |          |      |        |
| 13  | Hein van Drie    | Iain Colquhoun         | LCR-Yamaha         | +1 ronde | 13   |        |
| 14  | Pascal Faivre    | Roger Gloor            | Yamaha             | +1 ronde |      |        |
| 15  | Jos Modder       | Martin van 't Klooster | LCR-Yamaha         | +1 ronde | 19   |        |
| 16  | Wolfgang Stropek | Hans-Peter Demling     | LCR-Yamaha         | +1 ronde |      |        |

#### Niet gefinisht
| Coureur         | Bakkenist     | Merk       | Oorzaak   | Grid |
| --------------- | ------------- | ---------- | --------- | ---- |
| Theo van Kempen | Geral de Haas | LCR-Yamaha | Vastloper | 9    |
| Masato Kumano   | Helmut Diehl  | LCR-Yamaha | Ongeval   |      |

### Top tien eindstand zijspanklasse
| Pos. | Coureur          | Bakkenist          | Merk               | Ptn. |
| ---- | ---------------- | ------------------ | ------------------ | ---- |
| 1    | Egbert Streuer   | Bernard Schnieders | LCR-Yamaha         | 75   |
| 2    | Werner Schwärzel | Andreas Huber      | Krauser-LCR-Yamaha | 72   |
| 3    | Alain Michel     | Jean-Marc Fresc    | Krauser-LCR-Yamaha | 65   |
| 4    | Rolf Biland      | Kurt Waltisperg    | Krauser-LCR-Yamaha | 57   |
| 5    | Derek Jones      | Brian Ayres        | LCR-Yamaha         | 32   |
| 6    | Masato Kumano    | Helmut Diehl       | LCR-Yamaha         | 30   |
| 7    | Steve Abbott     | Shaun Smith        | Windle-Yamaha      | 25   |
| 8    | Steve Webster    | Tony Hewitt        | LCR-Yamaha         | 15   |
| 9    | Markus Egloff    | Urs Egloff         | LCR-Yamaha         | 12   |
| 10   | Theo van Kempen  | Geral de Haas      | LCR-Yamaha         | 12   |

## Trivia
Straffen
Na afloop van de Grand Prix werd een aantal coureurs op het matje geroepen en werden er ook boetes uitgedeeld: Eddie Lawson, Ron Haslam en Werner Schwärzel wegens het negeren van gele vlaggen tijdens de races, Raymond Roche wegens het negeren van een rode vlag tijdens de vrije training en Guy Bertin voor hetzelfde vergrijp tijdens de tijdtraining. Allen kregen een boete van 1.000 Zweedse kronen. Bewijsmateriaal was er niet: er waren geen tv-beelden en er was ook geen gesloten tv-circuit, dus men moest afgaan op verklaringen van baanposten. Die meldden de gevaarlijkste situatie echter niet: tijdens de zijspanrace hadden drie Britse combinaties gevaarlijke inhaalmanoeuvres uitgevoerd op enkele meters afstand van de plaats waar Masato Kumano uit zijn verwrongen zijspancombinatie werd bevrijd. 
Tóch op TV
De NOS had nog geprobeerd zelf tv-opnamen te maken van de Zweedse Grand Prix omdat Egbert Streuer en Bernard Schnieders op het punt stonden om wereldkampioen te worden. Men moest daarvoor echter 5.000 gulden betalen en was bang dat daardoor een precedent geschapen zou worden. In plaats daarvan werd er een aantal stoelen uit een chartervliegtuig gesloopt om plaats te maken voor de LCR-Yamaha en vlogen o.a. Karin Streuer, Egbert en Bernard naar Nederland om nog dezelfde avond in Studio Sport hun opwachting te maken. 
1930 · 1931 · 1932 · 1933 · 1934 · 1935 · 1936 · 1937 · 1939 · 1949 · 1950 · 1951 · 1952 · 1953 · 1954 · 1955 · 1956 · 1957 · 1958 · 1959 · 1961 · 1970 · 1971 · 1972 · 1973 · 1974 · 1975 · 1976 · 1977 · 1978 · 1979 · 1981 · 1982 · 1983 · 1984 · 1985 · 1986 · 1987 · 1988 · 1989 · 1990